# 사랑의 아픔
사랑의 아픔(Those Love Pangs)은 미국에서 제작된 찰리 채플린 감독의 1914년 영화이다. 찰리 채플린 등이 주연으로 출연하였고 맥 세네트 등이 제작에 참여하였다.

## 출연

### 주연
- 찰리 채플린

### 조연
- 체스터 콘클린
- 비비안 에드워즈

## 같이 보기
- 찰리 채플린의 영화 목록
- 생활비 벌기